# Carl August Kihlberg

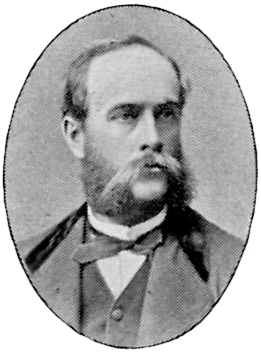
Carl August Kihlberg

Carl August Kihlberg, född 14 september 1839 i Lidköping, död 9 juni 1908 i Buenos Aires, var en svensk arkitekt. 
Kihlberg utexaminerades från Chalmerska slöjdskolan i Göteborg 1864 och studerade vid Konstakademien 1865-69. Efter att från 1864 varit verksam som praktikant hos Helgo Zettervall i Lund var han 1869-77 tillsammans med Henrik Åberg verksam i Buenos Aires, där han blev internationellt känd genom att rita presidentpalatset Casa Rosada, ursprungligen posthus, samt bland annat Vetenskapsakademien i Córdoba.
Kihlberg återvände 1877 till Sverige, där han först tjänstgjorde som kontrollant vid uppförandet av Skånes Enskilda Bank i Malmö och därefter var verksam i Uppsala som anställd hos Herman Holmgren och var kontrollant vid uppförandet av Universitetshuset (1878-87). Bland hans egna verk i Uppsala märks Arbetareföreningen (1882), Balderskolan (1883, numera Raoul Wallenbergskolan), Östgöta nation (1884-85) och Seismologiska institutionen (1885). Han ritade även Uplands Enskilda Bank i Norrtälje (1884-85, riven). 

## Bilder

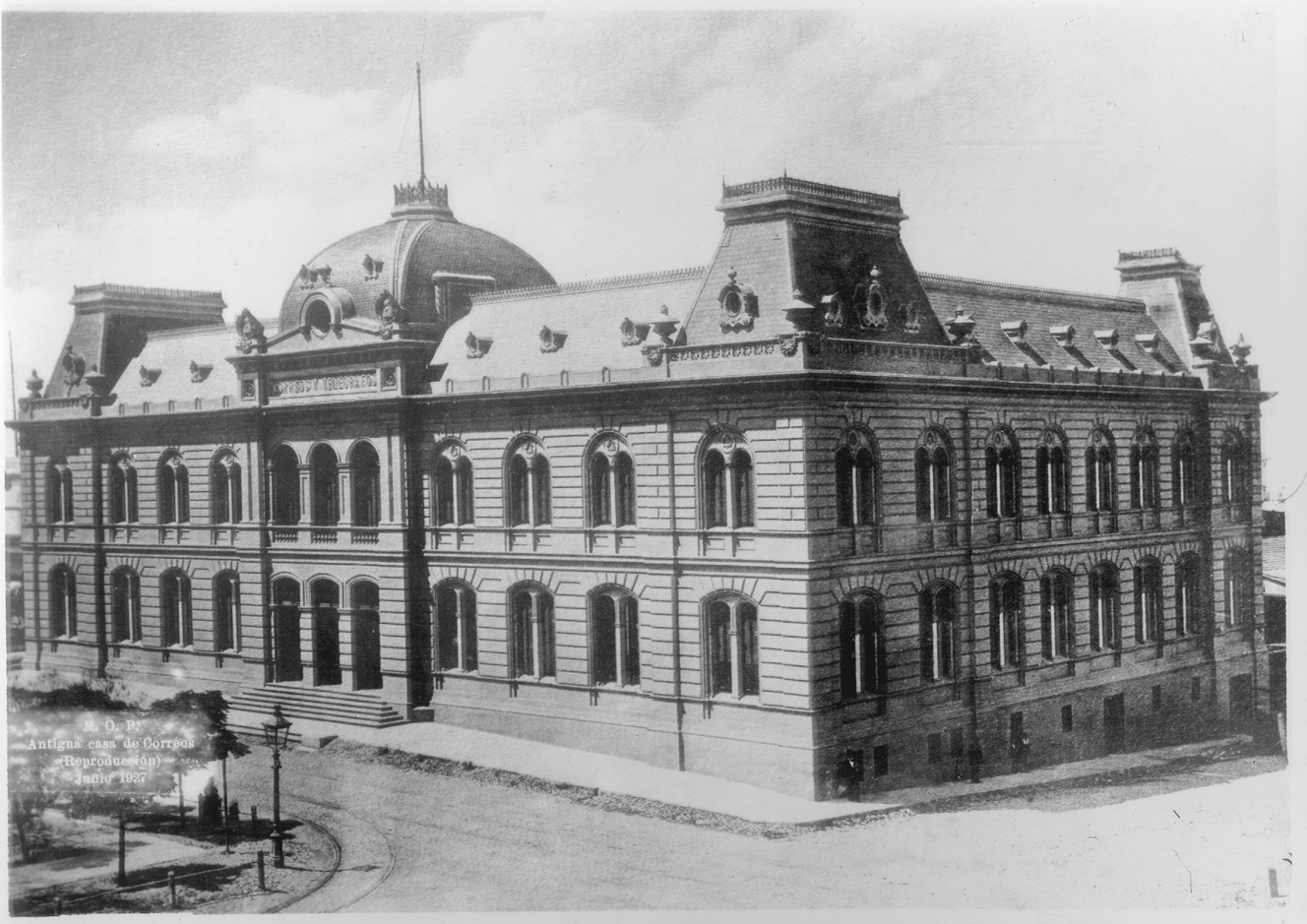
Post- och telegrafstyrelsens hus i Buenos Aires (sedan 1894 en del av regeringsbyggnaden Casa Rosada)
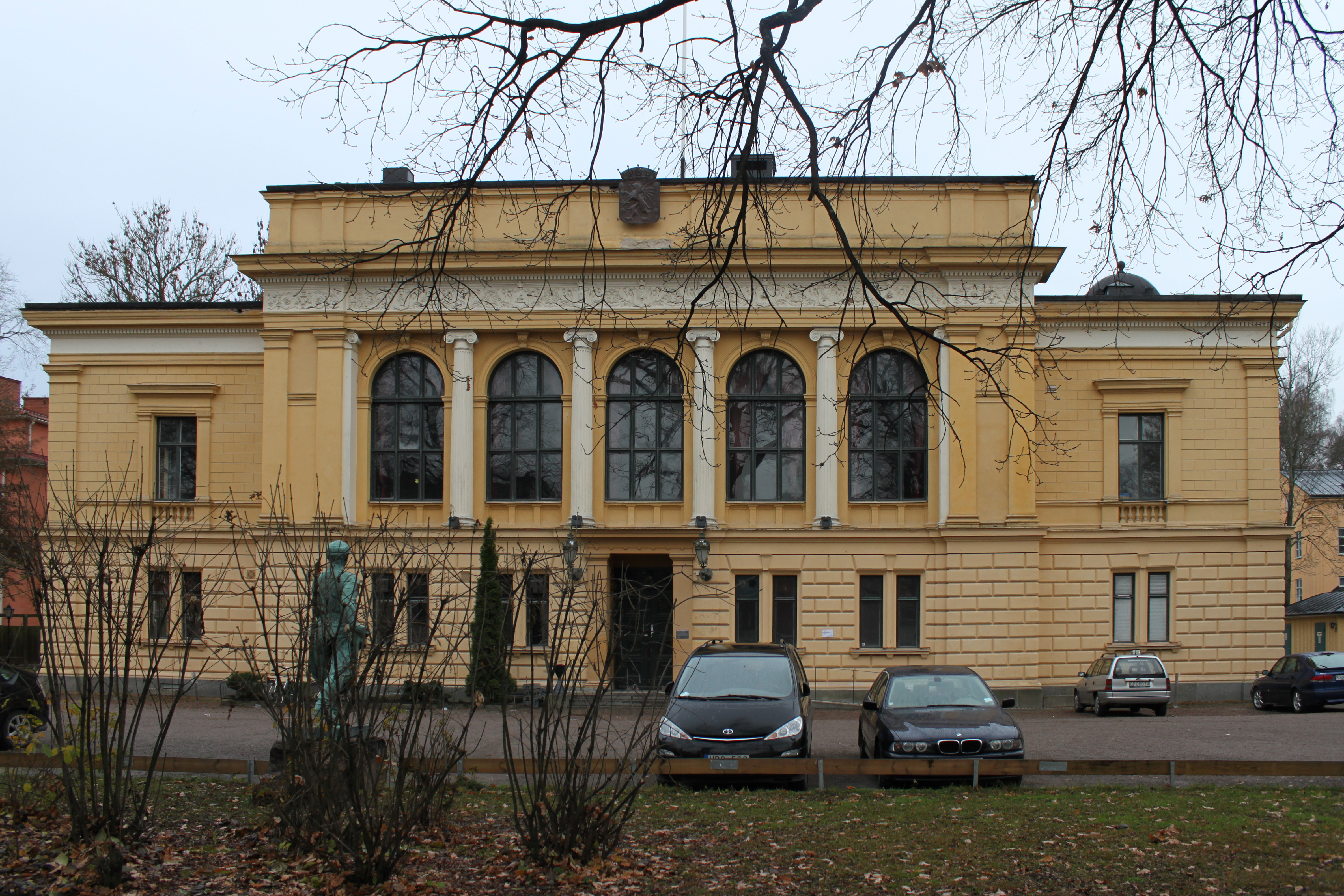
Östgöta nation, Uppsala
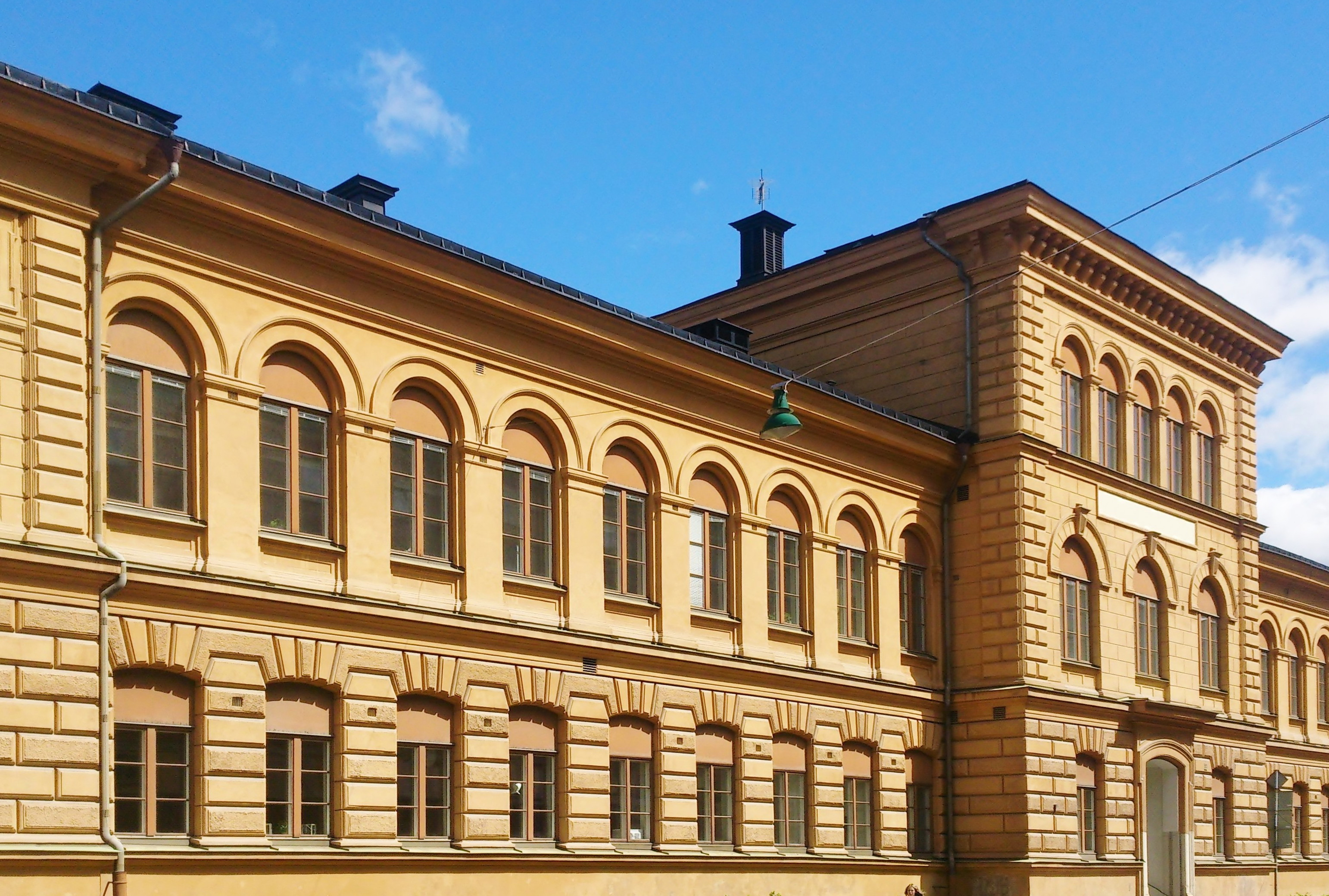
Raoul Wallenbergskolan, Uppsala